# Essert (Territoire de Belfort)
Essert – miejscowość i gmina we Francji, w regionie Burgundia-Franche-Comté, w departamencie Territoire de Belfort.
Według danych na rok 1990 gminę zamieszkiwały 2514 osoby, a gęstość zaludnienia wynosiła 359 osób/km² (wśród 1786 gmin Franche-Comté Essert plasuje się na 60. miejscu pod względem liczby ludności, natomiast pod względem powierzchni na miejscu 639.).